# آفتاب‌پرست ترکمنستانی
آفتاب‌پرست ترکمنستانی (نام علمی: Heliotropium ellipticum) نام یک گونه از سردهٔ آفتاب‌پرست است. سردهٔ آفتاب‌پرست در ایران ۴۷ گونهٔ علفی یک ساله و چند ساله دارد که در سراسر ایران پراکنده‌اند. آفتاب‌پرست ترکمنستانی یکی از ۴۷ گونهٔ موجود در ایران است.